# مايكل براموس
مايكل براموس (بالإنجليزية: Michael Bramos)‏ مواليد 27 مايو 1987 في هاربر وودز، هو لاعب كرة سلة أمريكي. بدأ مسيرته الاحترافية في سنة 2009. يلعب مع رير فينيزيا مستري. يحمل الرقم 6. يبلغ طوله 6 قدم 6 بوصة (2.0 م).

## المسيرة الاحترافية
لعب مع سي بي غران كناريا في الدوري الإسباني من سنة 2010 إلى 2012، ثم لعب مع نادي باناثينايكوس لكرة السلة من سنة 2012 إلى 2014، ثم لعب مع رير فينيزيا مستري في سنة 2015.

## الإنجازات
- الدوري اليوناني لكرة السلة: (2013، 2014)
- كأس اليونان لكرة السلة: (2013، 2014)

## روابط خارجية
- مايكل براموس على موقع الاتحاد الدولي لكرة السلة (الإنجليزية)
- مايكل براموس على موقع الدوري الأوروبي لكرة السلة (الإنجليزية)
- مايكل براموس على موقع الدوري الإسباني لكرة السلة (الإسبانية)
- مايكل براموس على موقع كرة السلة الأوروبية.كوم (الإنجليزية)
- مايكل براموس على موقع DraftExpress.com (الإنجليزية)
- مايكل براموس على موقع كلية كرة السلة في سبورتس رفرنس.كوم (الإنجليزية)
- مايكل براموس على موقع ريلجم (الإنجليزية)
- مايكل براموس على موقع بروبوليرز (الإنجليزية)
- مايكل براموس على موقع سبورتس رفرنس (الإنجليزية)